# القناة اللبنية
القناة اللبنية أو الوعاء اللبني هي شعيرة لمفية تمتص الدهون الغذائية في زغابات الأمعاء الدقيقة .
تتم عملية تحلل ثلاثي الجليسريد بواسطة العصارة الصفراوية وإنزيم الليباز، مما يؤدي إلى خليط من الأحماض الدهنية وثنائي الجليسريد وأحادي الجليسريد. تمر هذه المواد بعد ذلك من تجويف الأمعاء الدقيقة إلى خلايا الإنتيروسايت، حيث يتم إعادة تشكيلها لتكوين ثلاثي الجليسريد. يدمج ثلاثي الجليسريد بعد ذلك مع الدهون الفسفورية وإستر الكوليسترول وصميم البروتين الدهني B48 لتكوين الكيلوميكرونات. تمر هذه الكيلوميكرونات بعد ذلك إلى القنوات اللبنية، مكونة مادة لبنية تعرف باسم الكيلوس. تندمج القنوات اللبنية لتشكيل أوعية لمفية أكبر تنقل الكيلوس إلى القناة الصدرية حيث يتم تفريغه في الدورة الدموية عند الوريد تحت الترقوة.
في هذه المرحلة، تكون الدهون في الدورة الدموية في شكل كيلوميكرونات. بمجرد دخولها الدورة الدموية، تتخلص الكيلوميكرونات من الدهون بواسطة إنزيم الليباز الدهني. في نهاية المطاف، يتم فقدان ما يكفي من الدهون وكسب المزيد من صميم البروتين الدهني، بحيث يمكن امتصاص الجسيم الناتج (المشار إليه الآن ببقايا الكيلوميكرون) من قبل الكبد. يمكن الآن من الكبد إعادة تصدير الدهون التي تخلصت منها بقايا الكيلوميكرون إلى الدورة الدموية كجزء من ثلاثي الجليسريد ذو البروتينات الدهنية منخفضة الكثافة جدا. أيضا تتخلص البروتينات الدهنية ذات الكثافة المنخفضة جدًا من الدهون بواسطة إنزيم الليباز الدهني، وتسلم الدهون إلى الأنسجة في جميع أنحاء الجسم. وبشكل خاص، يمكن تخزين الأحماض الدهنية المتخلص منها في الأنسجة الدهنية في شكل ثلاثي الجليسريد. تزامنا مع فقدان الدهون الثلاثية من البروتينات الدهنية ذات الكثافة المنخفضة جدًا، تصبح جسيمات البروتين الدهني أصغر وأكثف (نظرًا لأن البروتين أكثر كثافة من الدهون) وفي نهاية المطاف تتحول إلى جسيمات البروتين الدهني ذات الكثافة الضعيفة.
على عكس أي مسار آخر للامتصاص من الأمعاء الدقيقة، يتجنب الجهاز اللمفاوي أيض المرور الأولي

## روابط خارجية
- صور نسيجية: 11705ooa — نظام تعلم علم الأنسجة في جامعة بوسطن - "117. Digestive System: Alimentary Canal jejunum, central lacteals "